# Édson (football, 1977)
Pour les articles homonymes, voir Edson.
Édson Luis da Silva (dit Édson), né le 15 mars 1977 à Recife, est un footballeur brésilien évoluant au poste de défenseur (ou milieu de terrain).

## Biographie
Comme beaucoup de Brésiliens, c'est un spécialiste des coups francs. À la recherche de temps de jeu lors de sa première saison au Legia, il est aidé par le départ de Grzegorz Bronowicki. Il a disputé en 2008 deux tiers des matches de Varsovie.
Il marque l’un des plus beaux buts de la saison de championnat de France en 1999 contre Nancy avec l’OM à La Mosson (match délocalisé à Montpellier car le Vélodrome était suspendu).

## Carrière
- 1997-1998 :  Sport Recife (12 matchs - 0 but)
- 1999 :  Olympique de Marseille (9 matchs - 1 but)
- 1999 :  Sport Recife (14 matchs - 0 buts)
- 2000 :  SC Corinthians (4 matchs - 0 but)
- 2001 :  Atlético Mineiro (0 match - 0 but)
- 2001-2002 :  SC Corinthians (7 matchs - 0 but)
- 2002-2005 :  União Leiria (78 matchs - 12 buts)
- 2005 :  Sporting Portugal (1 match - 0 but)
- 2006-2009 :  Legia Varsovie (62 matchs - 9 buts)
- 2009 :  Náutico Capibaribe
- 2009 :  Korona Kielce
- 2010- :  Santa Cruz FC (Recife)